# 松沢求策

松沢求策の胸像（安曇野市穂高交流学習センター｢みらい」隣、三枚橋公園、白沢菊夫制作）

松沢 求策（まつざわ きゅうさく、安政2年6月15日（1855年7月28日） - 明治20年（1887年）6月25日）は、現在の長野県安曇野市出身の自由民権家。

## 来歴
- 1855年（安政2年） - 信濃国安曇郡等々力町村（千国街道穂高宿）に醤油醸造を業とした若松屋に生まれる。
- 1865年（慶応元年） - 高島章貞の主宰する星園塾を卒える。
- 1873年（明治6年） - 安曇野最大の用水堰である拾ヶ堰の堰守となる。この役職は地域の灌漑用水の管理・分配を一手に担うもので、本来は名主たちに受け継がれて来た名誉職であった。また隣村の伊東とめ（17歳）と結婚。
- 1874年（明治7年） - 長女の万喜代が生まれる。
- 1875年（明治8年） - 学校の世話係に任命される。10月、武居用拙の塾に入る。
- 1877年（明治10年） - 上京し、講法学舎の大井憲太郎や松田正久にフランス法や自由民主主義を学ぶ。
- 1878年（明治11年） - 松沢に自由民権運動の薫陶を与えた坂崎紫瀾の跡を受けて『松本新聞』の主筆となり、新聞紙上に自由論を説く。
- 1879年（明治12年） - 貞享騒動の中心人物、多田加助を主人公にした「民権鑑加助の面影」を松本常盤座で初演させる。
- 1880年（明治13年） - 奨匡社を創立。大阪の愛国社からの要請で国会願望有志大会に出席。東筑摩郡松本町の青松寺にて奨匡社結社大会が開かれた。南安曇郡選出の県会議員となる。
- 1881年（明治14年） - 東京で西園寺公望の『東洋自由新聞』の印刷長となる。しかし、西園寺が職を辞して廃刊となる。それに際し全国各地の民権家に檄文を送るが、大衆扇動の罪により、5月16日懲役70日の刑を受ける。11月1日、八丈島に向かう。
- 1882年（明治15年） - 「南海開島会社」を興し、八丈島で事業を行うが、三井財閥系の「伊豆七島物産会社」と対立し、翌年倒産する。
- 1883年（明治16年）12月 - 長野県会議員に当選。
- 1886年（明治19年） - 代言人（弁護士）の試験問題漏洩事件に関与したとして逮捕される。
- 1887年（明治20年） - 結核により獄中で病没。辞世の句は「思ふ事 つくしてもはてず さそはれて かへらぬ旅に 心のこして」。